# Tok
Pour les articles homonymes, voir TOK.
Tok est une ville d'Alaska aux États-Unis, appartenant à la Région de recensement de Southeast Fairbanks. Sa population était de 1 258 habitants lors du recensement de 2010.

## Géographie

La vue sur l'Alaska depuis Tok en août 2017.

Tok s'étend sur une vaste plaine alluviale, la Tanana Valley, entre la rivière Tanana et la Chaîne d'Alaska. La ville est située à la jonction de la route appelée Tok Cut-Off, parce qu'elle permet d'aller directement à Valdez, qui est à 409 kilomètres, sans devoir passer par Delta Junction via la Richardson Highway. Tok est à 528 kilomètres d'Anchorage et à 331 kilomètres de Fairbanks. C'est la première localité importante depuis la frontière canadienne.

## Histoire
Depuis plusieurs siècles les Athabascans occupaient la région, mais la ville de Tok a réellement commencé à exister avec la construction, en 1942, de la Route de l'Alaska. En 1947 une première école ouvre, et est agrandie en 1958 afin d'accueillir les enfants des nouveaux habitants. Un poste de douane y a fonctionné, entre 1947 et 1971, jusqu'à son déplacement à la frontière canadienne.
L'origine du nom de Tok est controversée. Pour certains, ce nom proviendrait de la langue athabascane, signifiant le carrefour de la paix. Le nom de Tok River, donné à la rivière voisine, étant attesté dès 1901, tandis qu'Allen, en 1887, observait que les indiens avaient donné le nom de Tokai à cette même rivière.
Entre 1954 et 1979, Tok a vu la construction du pipeline entre Haines et Fairbanks, avec une station de pompage dans la ville.
En juillet 1990 Tok fut victime d'un très grave incendie causé par la foudre, qui traversa deux rivières ainsi que la Route de l'Alaska. La ville fut évacuée, le feu menaçant les habitations. Alors que l'incendie n'arrivait pas à être circonscrit, le vent changea brutalement de direction, épargnant les bâtiments de la ville. Il continua toutefois à brûler pendant tout l'été détruisant 400 km2 de végétation.
Actuellement, Tok est une étape importante pour les touristes et les voyageurs, par la multiplicité des hébergements et autres lieux de restauration. Elle se trouve à environ 150 kilomètres de la frontière avec le Yukon, au Canada, par la route la plus directe. Elle est aussi desservie par un aéroport situé à 1,8 km à l'est de la ville.

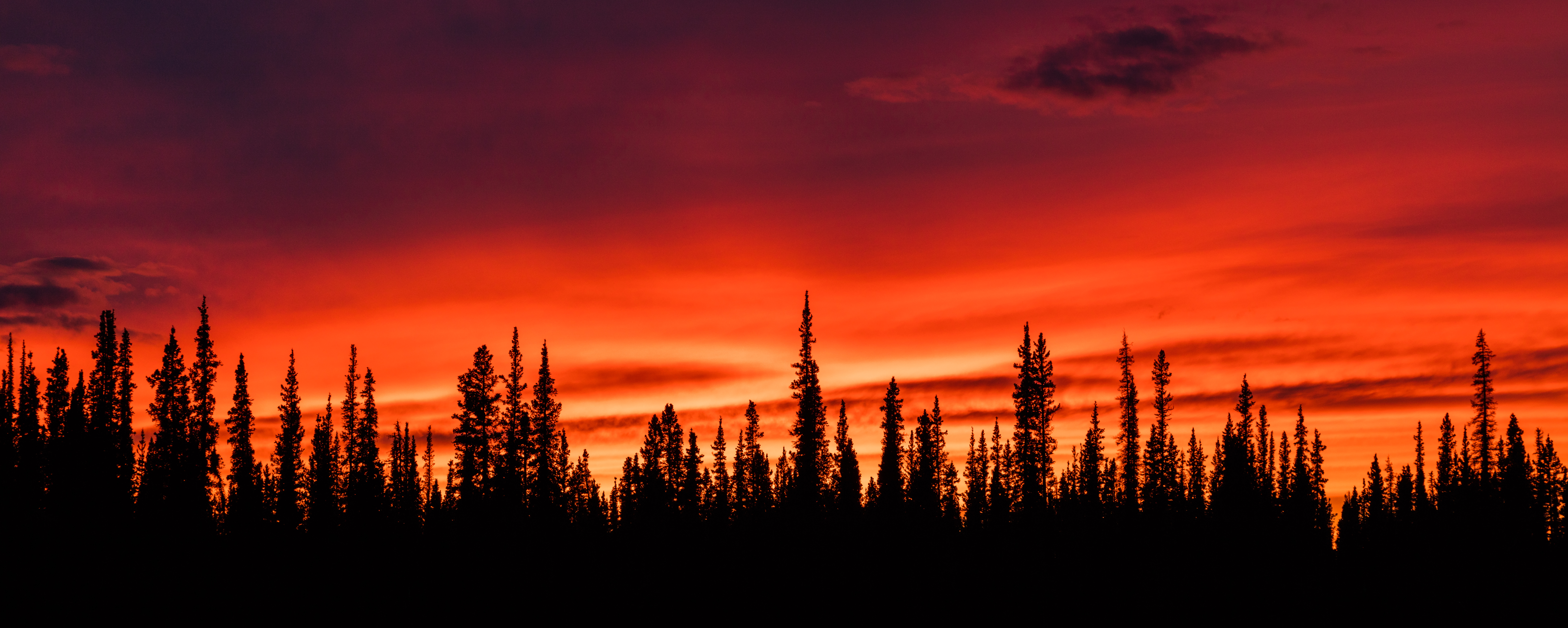
Coucher de soleil à Tok. Août 2017.
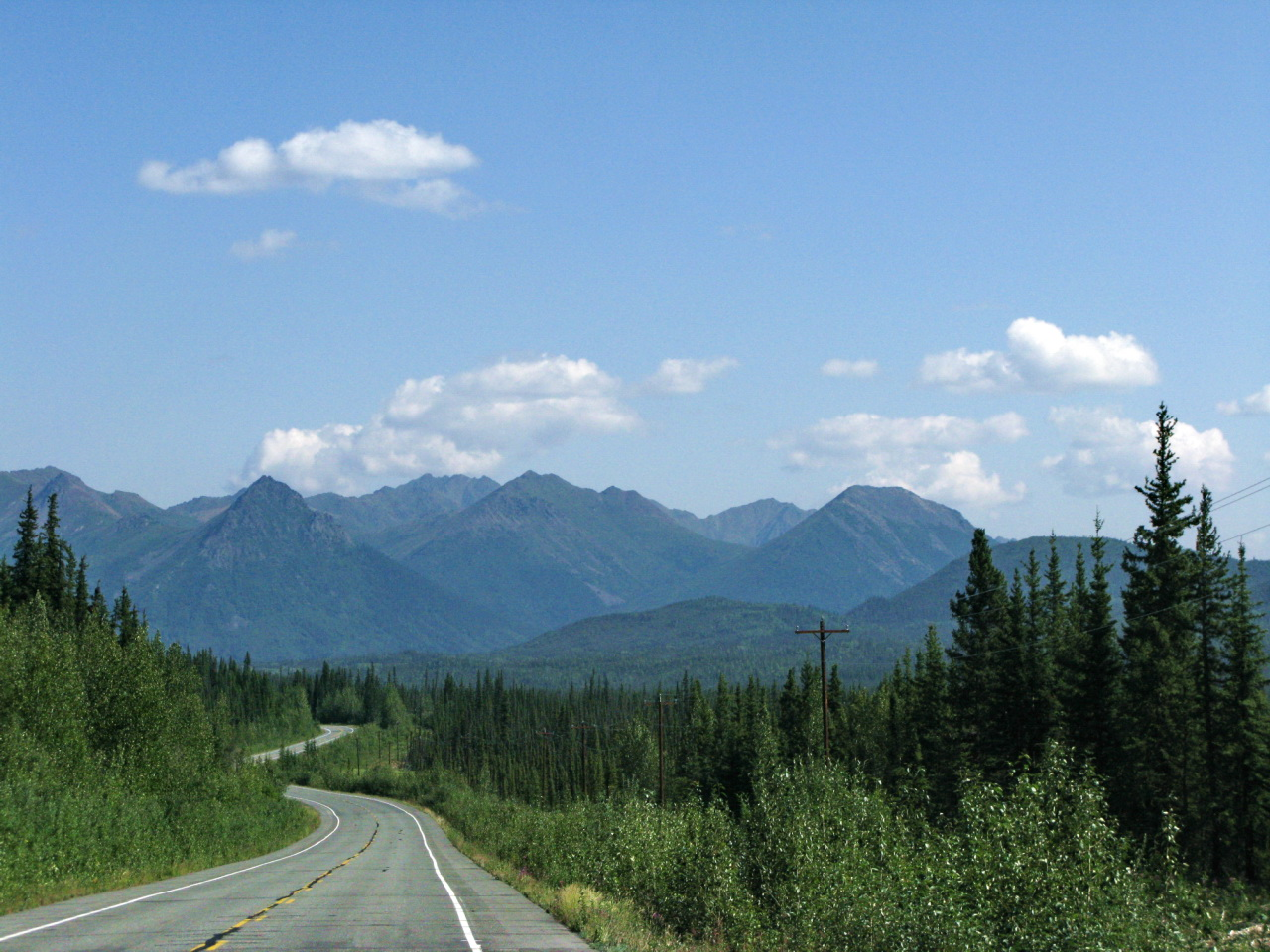
Tok Highway.
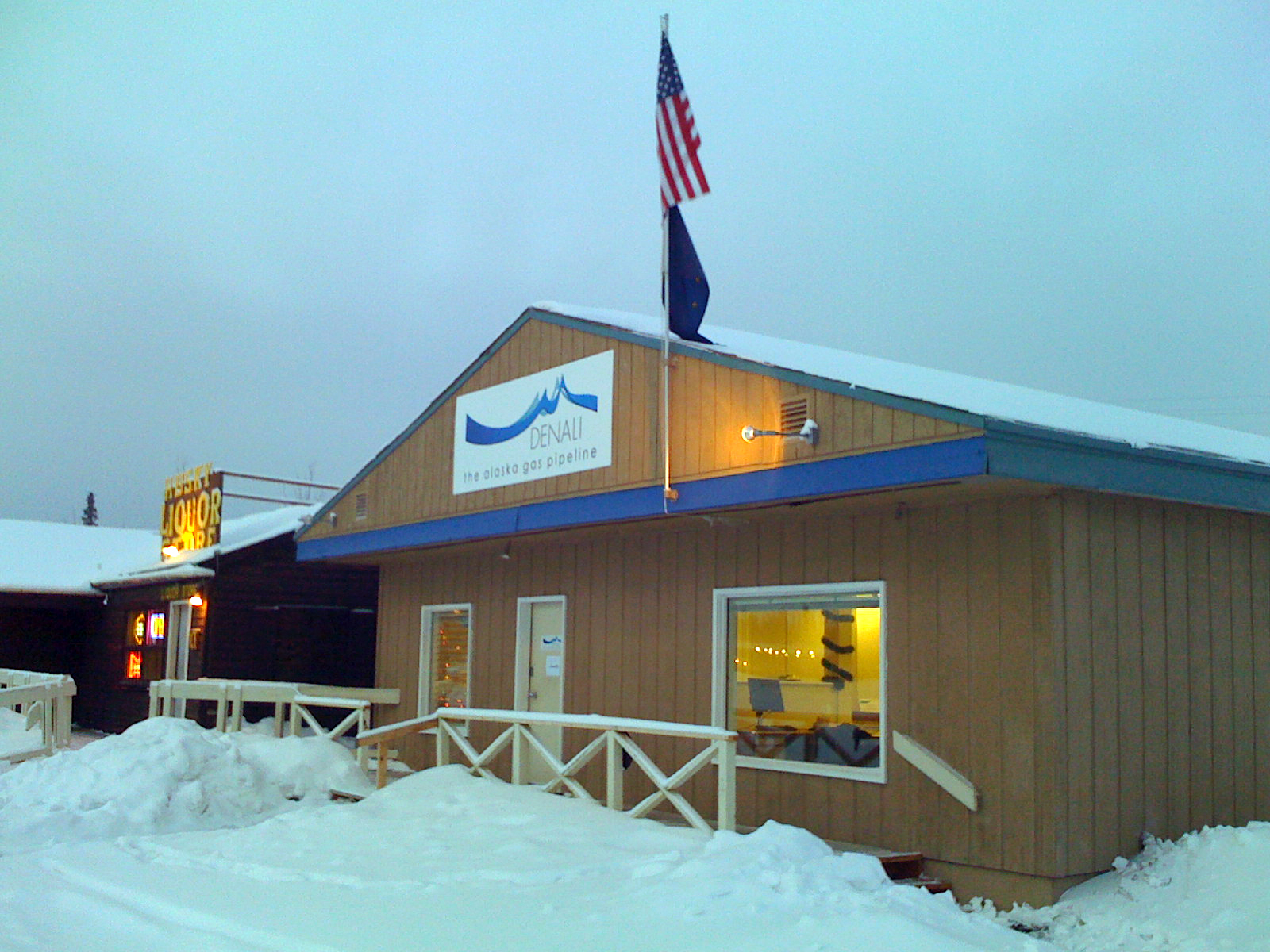
Denali Pipe line office.
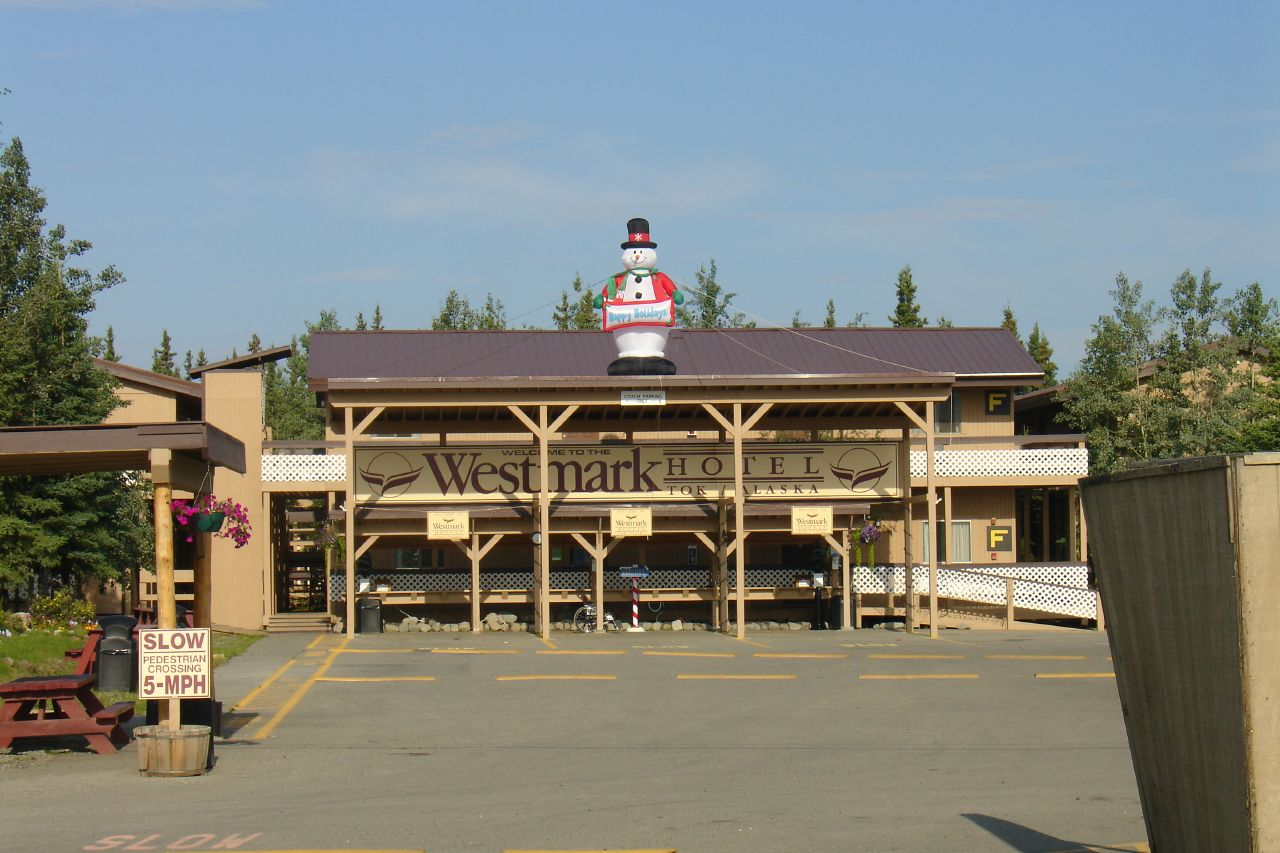
Hôtel Westmark à Tok.

## Démographie
| Groupe               | Tok  | Alaska | États-Unis |
| -------------------- | ---- | ------ | ---------- |
| Blancs               | 77,9 | 66,7   | 72,4       |
| Autochtones d'Alaska | 12,2 | 14,8   | 0,9        |
| Métis                | 8,5  | 7,3    | 2,9        |
| Afro-Américains      | 0,6  | 3,3    | 12,6       |
| Asiatiques           | 0,4  | 5,4    | 4,8        |
| Autres               | 0,4  | 2,7    | 6,4        |
| Total                | 100  | 100    | 100        |
|                      |      |        |            |
| Latino-Américains    | 2,5  | 5,5    | 16,7       |

Selon l'American Community Survey pour la période 2011-2015, 87,84 % de la population âgée de plus de 5 ans déclare parler l'anglais à la maison, 9,51 % une langue amérindienne (principalement athapascane), 1,24 % le coréen, 0,83 % l'espagnol, 0,50 % le français et 0,08 % l'allemand.
| 1950 | 1960 | 1970 | 1980 | 1990 | 2000  | 2010  | 2020  |
| ---- | ---- | ---- | ---- | ---- | ----- | ----- | ----- |
| 104  | 129  | 214  | 589  | 935  | 1 393 | 1 258 | 1 243 |